# Marina (plante)
Genre
Marina est un genre de plantes à fleurs dicotylédones de la famille des Fabaceae, sous-famille des Faboideae, originaire d'Amérique du Nord, qui comprend 40 espèces acceptées. 

## Liste d'espèces
Selon The Plant List (16 septembre 2018) :
- Marina alamosana (Rydb.) Barneby
- Marina brevis León de la Luz
- Marina calycosa (A.Gray) Barneby
- Marina capensis Barneby
- Marina catalinae Barneby
- Marina chrysorrhiza (A.Gray) Barneby
- Marina crenulata (Hook. & Arn.) Barneby
- Marina diffusa (Moric.) Barneby
- Marina dispansa (Rydb.) Barneby
- Marina divaricata (Benth.) Barneby
- Marina evanescens (Brandegee) Barneby
- Marina gemmea Barneby
- Marina ghiesbreghtii Barneby
- Marina goldmanii (Rose) Barneby
- Marina gracilis Liebm.
- Marina gracillima (S.Watson) Barneby
- Marina grammadenia Barneby
- Marina greenmaniana (Rose) Barneby
- Marina holwayi (Rose) Barneby
- Marina interstes Barneby
- Marina maritima (Brandegee) Barneby
- Marina melilotina Barneby
- Marina minor (Rose) Barneby
- Marina minutiflora (Rose) Barneby
- Marina neglecta (Robinson) Barneby
- Marina nutans (Cav.) Barneby
- Marina oculata (Rydb.) Barneby
- Marina orcuttii (S.Watson) Barneby
- Marina palmeri (Rose) Barneby
- Marina parryi (A.Gray) Barneby
- Marina peninsularis (Rose) Barneby
- Marina procumbens (DC.) Barneby
- Marina pueblensis (Brandegee) Barneby
- Marina sarodes Barneby
- Marina scopa Barneby
- Marina spiciformis (Rose) Barneby
- Marina stilligera Barneby
- Marina unifoliata (Robinson & Greenm.) Barneby
- Marina vetula (Brandegee) Barneby
- Marina victoriae León de la Luz